# Melinci
Melinci este o localitate din comuna Beltinci, Slovenia, cu o populație de 815 locuitori.